# Wereldbeker bobsleeën 2005/2006
De wereldbeker bobsleeën van het seizoen 2005/2006, georganiseerd onder auspiciën van de Internationale Bobslee- en Skeletonfederatie, voor mannen en vrouwen werd gehouden op zeven bobsleebanen, waarbij elke wedstrijd bestond uit twee afdalingen waarvan de tijden werden samengeteld. Bij de tweemansbob was de Canadees Pierre Lueders de eindwinnaar vóór de Rus Aleksandr Zoebkov. De Duitser André Lange won weliswaar de meeste (drie) wedstrijden, maar hij deed niet mee aan de wedstrijden in Altenberg en Königssee.
De eerste twee bij de viermansbob waren dezelfde als bij de tweemansbob, maar in omgekeerde volgorde: Aleksandr Zoebkov won de wereldbeker vóór Pierre Lueders. In de eindafrekening van de algemene wereldbeker (tweemans + viermans) haalde Lueders het nipt met zes puntjes van Zoebkov; de Amerikaan Todd Hays werd derde.
Bij de vrouwen domineerde de Duitse Sandra Kiriasis, die de eerste vier wedstrijden van de wereldbeker op haar naam schreef. Aan de laatste wedstrijd in Altenberg deed zij, net zoals de meeste andere toppers niet meer mee, om zich te concentreren op de voorbereiding van de Olympische Winterspelen 2006 in Turijn.
De zesde wereldbekerwedstrijd in Sankt Moritz gold voor de Europese deelnemers tevens als het Europees kampioenschap.

## Tweemansbob

### Uitslagen van de wereldbekerwedstrijden
| Plaats            | Datum      | Eerste                                 | Tweede                             | Derde                                    |
| ----------------- | ---------- | -------------------------------------- | ---------------------------------- | ---------------------------------------- |
| Calgary           | 11/11/2005 | André Lange/Kevin Kuske GER            | Todd Hays/Pavle Jovanovic USA      | Aleksandr Zoebkov/Dmitri Stepoesjkin RUS |
| Lake Placid       | 19/11/2005 | André Lange/Kevin Kuske GER            | Mike Kohn/Alex Sprague USA         | Todd Hayes/Pavle Jovanovic USA           |
| Igls              | 10/12/2005 | Aleksandr Zoebkov/Aleksej Vojevoda RUS | Martin Annen/Beat Hefti SUI        | Todd Hays/Pavle Jovanovic USA            |
| Cortina d'Ampezzo | 17/12/2005 | Matthias Höpfner/Marc Kühne GER        | Todd Hays/Steve Mesler USA         | Pierre Lueders/Lascelles Brown CAN       |
| Königssee         | 14/01/2006 | Pierre Lueders/Lascelles Brown CAN     | Matthias Höpfner/Marc Kühne GER    | Martin Annen/Beat Hefti SUI              |
| Sankt Moritz      | 21/01/2006 | André Lange/Kevin Kuske GER            | Ivo Rüegg/Cédric Grand SUI         | Martin Annen/Beat Hefti SUI              |
| Altenberg         | 28/01/2006 | Aleksandr Zoebkov/Aleksej Vojevoda RUS | Matthias Höpfner/Ronny Listner GER | Pierre Lueders/Lascelles Brown CAN       |

### Eindstand
| Plaats | Naam              | Nationaliteit | Punten |
| ------ | ----------------- | ------------- | ------ |
| 1      | Pierre Lueders    | CAN           | 510    |
| 2      | Aleksandr Zoebkov | RUS           | 489    |
| 3      | Todd Hays         | USA           | 460    |
| 4      | Matthias Höpfner  | GER           | 453    |
| 5      | André Lange       | GER           | 402    |

## Viermansbob

### Uitslagen van de wereldbekerwedstrijden
(enkel de stuurman is vermeld)
| Plaats            | Datum      | Eerste                | Tweede                | Derde                 |
| ----------------- | ---------- | --------------------- | --------------------- | --------------------- |
| Calgary           | 12/11/2005 | André Lange GER       | Todd Hays USA         | Aleksandr Zoebkov RUS |
| Lake Placid       | 20/11/2005 | Aleksandr Zoebkov RUS | André Lange GER       | Simone Bertazzo ITA   |
| Igls              | 11/12/2005 | Martin Annen SUI      | Aleksandr Zoebkov RUS | René Spies GER        |
| Cortina d'Ampezzo | 18/12/2005 | Todd Hays USA         | Matthias Höpfner GER  | Martin Annen SUI      |
| Königssee         | 15/01/2006 | Pierre Lueders CAN    | Todd Hays USA         | René Spies GER        |
| Sankt Moritz      | 22/01/2006 | Todd Hays USA         | Pierre Lueders CAN    | Martin Annen SUI      |
| Altenberg         | 29/01/2006 | Aleksandr Zoebkov RUS | Matthias Höpfner GER  | Jevgeni Popov RUS     |

### Eindstand
| Plaats | Naam              | Nationaliteit | Punten |
| ------ | ----------------- | ------------- | ------ |
| 1      | Aleksandr Zoebkov | RUS           | 500    |
| 2      | Pierre Lueders    | CAN           | 485    |
| 3      | Martin Annen      | SUI           | 475    |
| 4      | Todd Hays         | USA           | 450    |
| 5      | Matthias Höpfner  | GER           | 406    |

## Eindstand in de algemene wereldbeker voor mannen
| Plaats | Naam              | Nationaliteit | Punten |
| ------ | ----------------- | ------------- | ------ |
| 01     | Pierre Lueders    | CAN           | 995    |
| 02     | Aleksandr Zoebkov | RUS           | 989    |
| 03     | Todd Hays         | USA           | 910    |
| 04     | Martin Annen      | SUI           | 874    |
| 05     | Matthias Höpfner  | GER           | 859    |
|        |                   |               |        |
| 19     | Arend Glas        | NED           | 272    |
| 33     | Edwin van Calker  | NED           | 045    |

## Tweevrouwsbob

### Uitslagen van de wereldbekerwedstrijden
| Plaats            | Datum      | Eerste                                   | Tweede                               | Derde                                    |
| ----------------- | ---------- | ---------------------------------------- | ------------------------------------ | ---------------------------------------- |
| Calgary           | 10/11/2005 | Sandra Kiriasis/Anja Schneiderheinze GER | Shauna Rohbock/Valerie Fleming USA   | Helen Upperton/Heather Moyse CAN         |
| Lake Placid       | 18/11/2005 | Sandra Kiriasis/Anja Schneiderheinze GER | Jean Prahm/Vonetta Flowers USA       | Shauna Rohbock/Valerie Fleming USA       |
| Igls              | 09/12/2005 | Sandra Kiriasis/Berit Wiacker GER        | Helen Upperton/Heather Moyse CAN     | Shauna Rohbock/Valerie Fleming USA       |
| Cortina d'Ampezzo | 16/12/2005 | Sandra Kiriasis/Anja Schneiderheinze GER | Susi-Lisa Erdmann/Anne Dietrich GER  | Shauna Rohbock/Valerie Fleming USA       |
| Königssee         | 13/01/2006 | Susi-Lisa Erdmann/Anne Dietrich GER      | Helen Upperton/Heather Moyse CAN     | Sandra Kiriasis/Anja Schneiderheinze GER |
| Sankt Moritz      | 20/01/2006 | Helen Upperton/Heather Moyse CAN         | Sandra Kiriasis/Berit Wiacker GER    | Gerda Weissensteiner/Jennifer Isacco ITA |
| Altenberg         | 27/01/2006 | Cathleen Martini/Janine Tischer GER      | Claudia Schramm/Patricia Polifka GER | Nicola Minichiello/Jackie Davies GBR     |

### Eindstand
| Plaats | Naam              | Nationaliteit | Punten |
| ------ | ----------------- | ------------- | ------ |
| 1      | Sandra Kiriasis   | GER           | 570    |
| 2      | Helen Upperton    | CAN           | 472    |
| 3      | Shauna Rohbock    | USA           | 436    |
| 4      | Susi-Lisa Erdmann | GER           | 431    |
| 5      | Jean Prahm        | USA           | 400    |

## Nederlandse deelnemers
| Onderdeel     | Piloot           | Pos. | Pnt. | #1  | #2  | #3  | #4  | #5  | #6  | #7  |
| ------------- | ---------------- | ---- | ---- | --- | --- | --- | --- | --- | --- | --- |
| Tweemansbob   | Arend Glas       | 21e  | 140  | 20e | 22e | 22e | 13e | 20e | 16e | 15e |
| Tweemansbob   | Edwin van Calker | 28e  | 045  | 25e | 26e | 20e | 26e | 26e | 24e | -   |
| Viermansbob   | Arend Glas       | 21e  | 132  | 19e | 17e | 15e | 13e | 19e | 21e | -   |
| Tweevrouwsbob | Ilse Broeders    | 08e  | 313  | 14e | 6e  | 10e | 14e | 12e | 9e  | 4e  |
| Tweevrouwsbob | Eline Jurg       | 15e  | 223  | 9e  | 17e | 16e | 17e | 7e  | 7e  | -   |
| Tweevrouwsbob | Esme Kamphuis    | 25e  | 065  | -   | -   | -   | -   | -   | -   | 5e  |

1983/1984 · 
1984/1985 · 
1985/1986 · 
1986/1987 · 
1987/1988 · 
1988/1989 · 
1989/1990 · 
1990/1991 · 
1991/1992 · 
1992/1993 · 
1993/1994 · 
1994/1995 · 
1995/1996 · 
1996/1997 · 
1997/1998 · 
1998/1999 · 
1999/2000 · 
2000/2001 · 
2001/2002 · 
2002/2003 · 
2003/2004 · 
2004/2005 · 
2005/2006 · 
2006/2007 · 
2007/2008 · 
2008/2009 ·
2009/2010 ·
2010/2011 ·
2011/2012 ·
2012/2013 ·
2013/2014 ·
2014/2015 ·
2015/2016 ·
2016/2017 ·
2017/2018 ·
2018/2019 ·
2019/2020 ·
2020/2021 ·
2021/2022 ·
2022/2023 ·
2023/2024 ·
2024/2025
Alpineskiën ·
Biatlon ·
Bobsleeën ·
Freestyleskiën ·
Langlaufen ·
Noordse combinatie ·
Rodelen ·
Schaatsen ·
Schansspringen ·
Shorttrack ·
Skeleton ·
Snowboarden